# Mazdaznan

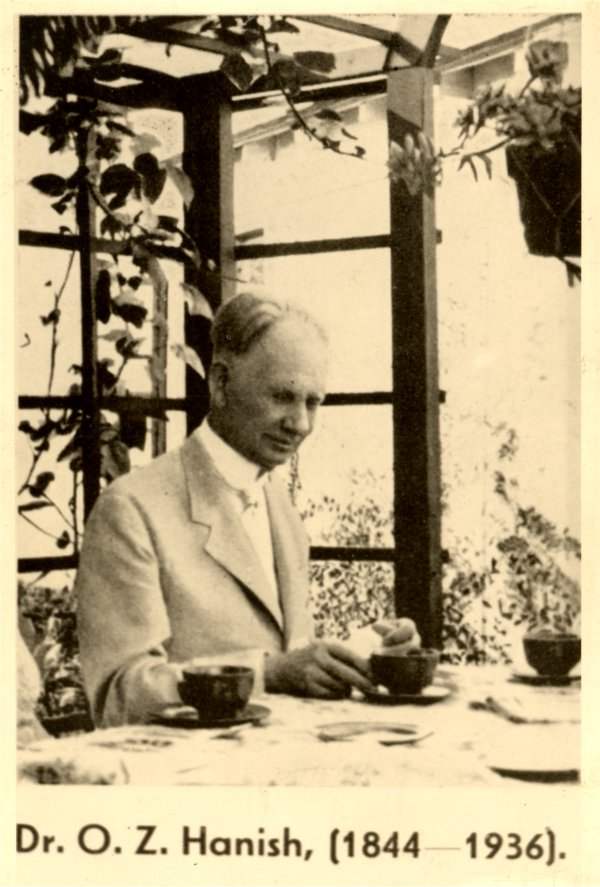

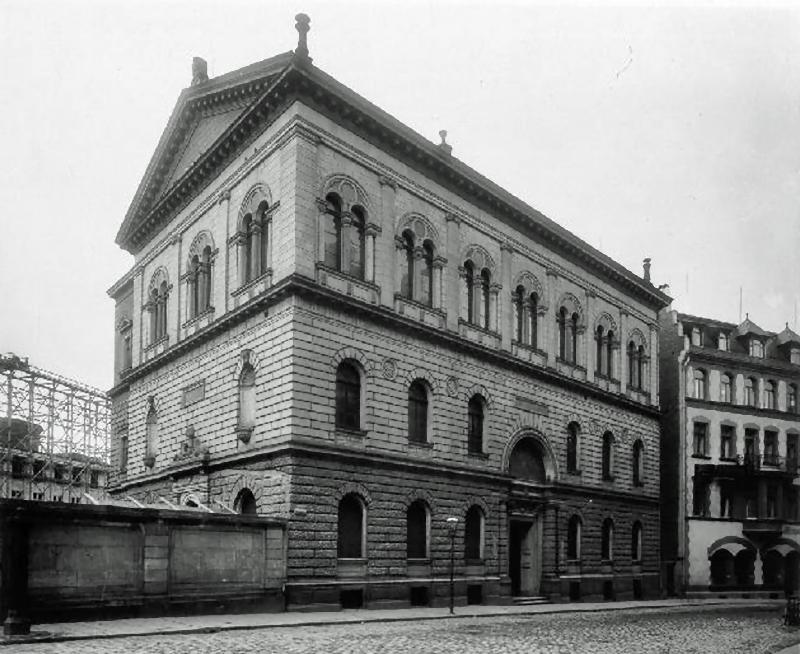
Det tyska centret för rörelsen 1907-1914 i Leipzig.

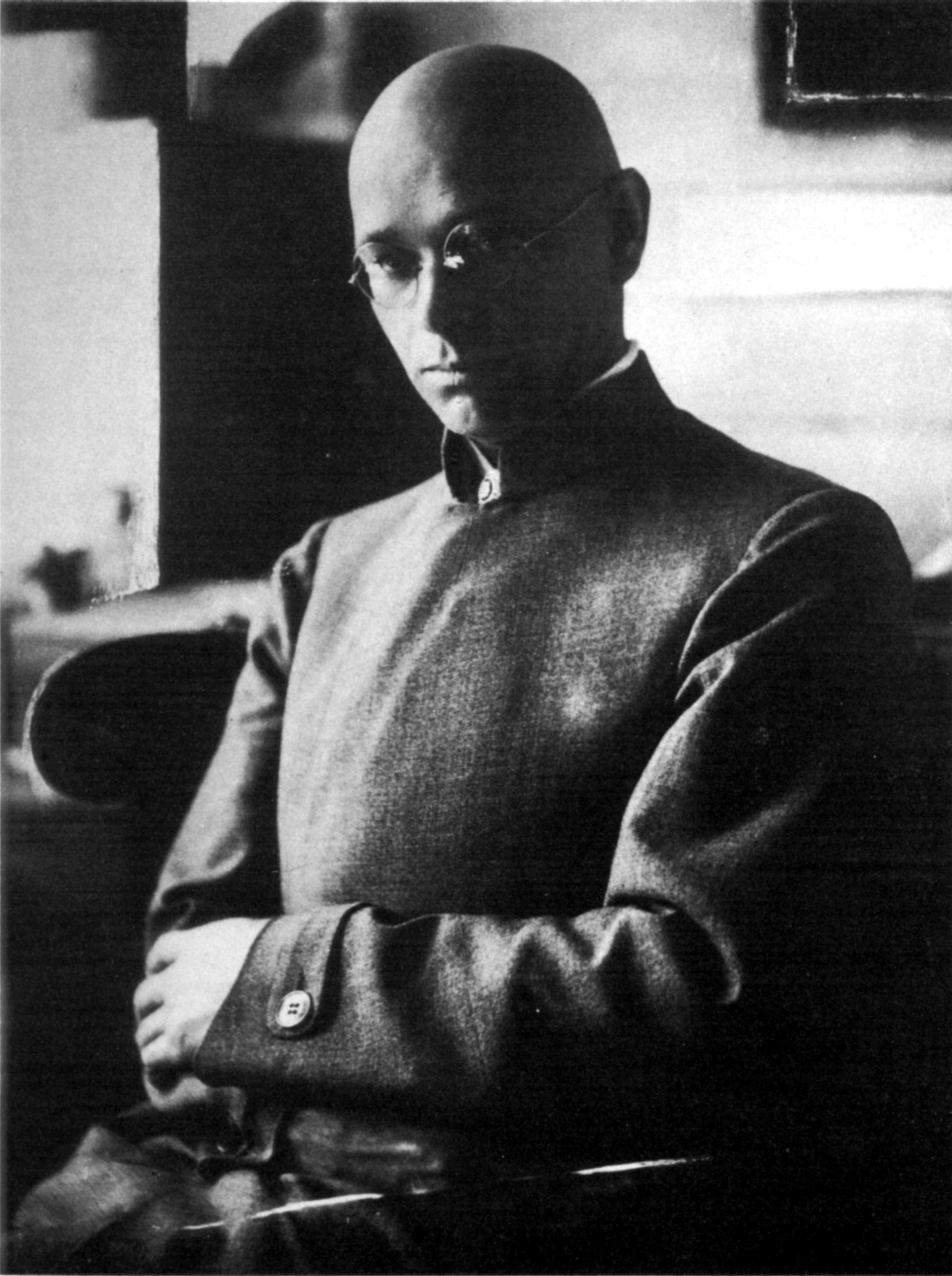
En av de mest kända anhängarna var konstnären Johannes Itten, som undervisade på Bauhaus.

Mazdaznan (persiska "mazda" och "znan" med betydelsen "master thought") är en synkretistisk andlig lära, etablerad i slutet av 1800-talet. Den är influerad av flera traditioner, främst kristendom, indiska läror, yoga, andningsövningar, teosofi och reformerad zoroastrism, även om det senare inte alltid präglar läran så starkt som namnet antyder. 
Enligt anhängarna är människans uppgift att restaurera Jorden och göra den till en trädgård att tas i besittning av det gudomliga. Människan kan särskilt genom andningsövningar, rytmisk recitation, meditation, kroppsövningar och tvagning bidra till detta. Dessa dagliga övningar får stöd av en särskild vegetarisk diet. Allt uppfattas också vara viktigt för den egna hälsan. Man är mycket uppmärksam på sina tankar, känslor och handlingar, en grund är ”gör gott, tänk gott, handla gott!” 

## Rörelsens historia
Läran grundades i slutet på 1800-talet av Otoman Zar-Adusht Ha’nish och menades då vara ett återskapande av forntida mazdaism. Grundarens ursprungliga namn var Otto Hanisch. Han hade möjligen rötter i Tyskland eller Ryssland, och enligt egen uppgift föddes han den 19 december 1844 i Teheran. Han dog 29 februari 1936 i Los Angeles. 
Hanisch etablerade det första Mazdaznan-centret i Chicago 1890 och därefter i New York 1902. Till Tyskland och Europa kom läran genom de tidigare kaliforniska jordbrukarna David och Frieda Ammann omkring 1907. År 1908 påbörjade Hanisch och David Ammann utgivningen av tidskriften Mazdaznan, som behandlade filosofi, kroppskultur och diet. Hanisch besökte Tyskland 1911 och höll välbesökta föreläsningar. I många  större städer i Tyskland etablerades loger. 
I Europa fick rörelsen uppmärksamhet i tidens livsreformrörelse eftersom den uppfattades ligga i linje med dess tankar kring hälsa och naturlighet och fick betydelse för personer som exempelvis Suzanne Perrottet, Dora Menzler, Elsa Grindler, Hugo Höppener, Johannes Itten och många andra.
År 1912 åtalades Hanisch i USA för att ha sänt obscen litteratur via posten och dömdes till böter och sex månaders fängelse. Litteraturen var hans bok Inner Studies, i vilken ett tantriskt samlag beskrivs i ett avsnitt om äktenskapliga relationer. Samma bok ledde också till att David Ammann utvisades från Leipzig 1914. Han grundade då ett nytt centrum, Lebensschule, i Herrliberg nära Zürich.
Den amerikanska verksamheten flyttades år 1917 till Los Angeles, där Hanisch dog 1936. 
Läran grundades tidigast på undervisning och gruppövningar, men sedan boken, The Power of Breath, hade publicerats 1937 utvecklades den mer mot en fri rörelse som mer allmänt förespråkade vegetarianism och andningsövningar för fysisk och andlig utveckling.
Under den nazistiska regimen förbjöds Mazdaznan i Tyskland från 1935, men förbudet upphävdes 1946 i Västtyskland. På 1970-talet fanns centra i England, Mexico, Belgien, Danmark, Frankrike, Tyskland, Holland och Schweiz. År 1980 flyttades det amerikanska huvudcentret till Encinitas I Kalifornien, men 2001 försvann den sista ledaren för centret. Den organiserade rörelsen upphörde då i USA, men år 2007 upprättades ett nytt center i Kanada av Peter deBoer.
Rörelsen är idag i organiserad form mest utbredd i Ungern och Tyskland, där det finns flera tusen anhängare.

## Fotnoter
1. ↑  Forgács, Éva (1995). The Bauhaus Idea and Bauhaus Politics. Central European University Press. sid. 51. ISBN 1-85866-012-2
2. ↑  Furness, Raymond (2000). Zarathustra's Children: A Study of a Lost Generation of German Writers. Boydell & Brewer. sid. 171. ISBN 1-57113-057-8
3. ↑  ”Mazdaznan”. Religions of the World, Second Edition: A Comprehensive Encyclopedia of Beliefs and Practices (2nd). Santa Barbara, Calif.: ABC-CLIO. 2010. sid. 1841. ISBN 978-1-59884-204-3. https://books.google.com/books?id=v2yiyLLOj88C&lpg=PA1841&dq=Mazdaznan&pg=PA1841#v=onepage&q&f=false
4. ↑  Spencer, Colin (1996). The Heretic's Feast: A History of Vegetarianism. Hanover, NH: University Press of New England. sid. 313. ISBN 978-0-87451-760-6. https://books.google.com/books?id=rIjZo-cvifAC&lpg=PA313&ots=1Z2rmfMiAT&dq=Mazdaznanism&pg=PA313#v=onepage&q&f=false
5. ↑  Bernd Wedemeyer-Kolwe, ”Der neue Mensch”: Körperkultur im Kaiserreich und in der Weimarer Republik, 2004, s. 153.
6. ↑   Tanenhaus, David S.,Juvenile Justice in the Making, Oxford University Press,  2005, s. 103. ISBN 0-19-516045-2.
7. ↑  Rosenheim, Margaret K.,A Century of Juvenile Justice, University of Chicago Press, 2002, s. 62. ISBN 0-226-72783-1